# Манних, Карл
Карл Ульрих Франц Манних (нем. Carl Franz Ulrich Mannich, 8 марта 1877, Бреслау — 5 марта 1947, Карлсруэ) — немецкий химик-органик.
Получил образование в Марбургском, Берлинском и Базельском университетах. В 1904 году начал преподавательскую деятельность в Геттингенском университете (в котором 1911 года получил степень профессора), а с 1919 года — Франкфуртском. С 1927 по 1943 год был профессором фармацевтической химии в Берлинском университете.
Научная деятельность Манниха была сосредоточена на синтетической органической химии. В 1912 году он открыл реакцию аминометилирования под воздействием формальдегида аммиака, которая была названа его именем (реакция Манниха). В течение 30 лет исследовал сферы потенциального применения этой реакции.
Также Манних выделил сердечные гликозиды из наперстянки и строфанта. Осуществил синтез большого количества аминокетонов и аминоспиртов. Изучал пути применения последних для получения сложных эфиров «пара»-аминобензоиновой кислоты, в которой обнаружил местное анестезирующее действие.